# がたふぇす
がたふぇすは、新潟県新潟市で開催されるアニメ、漫画に関連するイベントである。

## 概要
新潟市、日本アニメ・マンガ専門学校、ガタケット事務局、にいがたマンガ大賞実行委員会によって構成される「にいがたアニメ・マンガフェスティバル実行委員会」によって開催される。
元々は別々に開催されてきた「にいがたマンガ大賞」や「ガタケット」の関連イベントを、2011年度に新潟市が策定する「マンガ・アニメを活用したまちづくり構想 」にもとづいて、会場と開催日を集約して開催したイベントである。

### 開催一覧
主に土日の二日間にわたって開催される。2011年から2012年までは「にいがたアニメ・マンガフェスティバル」として2月に開催されたが、2012年からは名称を「がたふぇす」に変更して11月の開催となり、2014年から10月の開催となった。2023年は開催時期の見直しにより開催されなかった。
| 回数   | 開催年 | 開催日              | 来場者数  | 備考                                                |
| ------ | ------ | ------------------- | --------- | --------------------------------------------------- |
| -      | 2011年 | 2月26日 - 27日      | 2万3000人 | [ 注 1 ] [ 1 ]                                      |
| -      | 2012年 | 2月25日 - 26日      | 3万5000人 | [ 注 2 ] [ 2 ]                                      |
| Vol.3  | 2012年 | 11月10日 - 11日     | 4万6000人 | [ 注 3 ] [ 3 ]                                      |
| Vol.4  | 2013年 | 11月2日 - 3日       | 5万1000人 | [ 4 ] [ 5 ]                                         |
| Vol.5  | 2014年 | 10月18日 - 19日     | 5万5000人 | [ 6 ]                                               |
| Vol.6  | 2015年 | 10月18日 - 19日     | 5万9000人 | [ 7 ]                                               |
| Vol.7  | 2016年 | 10月29日 - 30日     | 6万3000人 | [ 8 ]                                               |
| Vol.8  | 2017年 | 10月21日 - 22日     | 5万7000人 | [ 9 ]                                               |
| Vol.9  | 2018年 | 10月20日 - 21日     |           |                                                     |
| Vol.10 | 2019年 | （10月12日 - 13日） | 開催中止  | 台風19号の被害が甚大なため全日中止                  |
| Vol.11 | 2020年 | 10月25日            |           | 新型コロナウイルス拡大など諸事情により1日のみの開催 |

## 会場
新潟市中央区にある古町エリア、白山エリア、万代エリアの3箇所で開催される。当日各エリアは新潟交通が運行する無料シャトルバスで繋がれる。

### 古町エリア

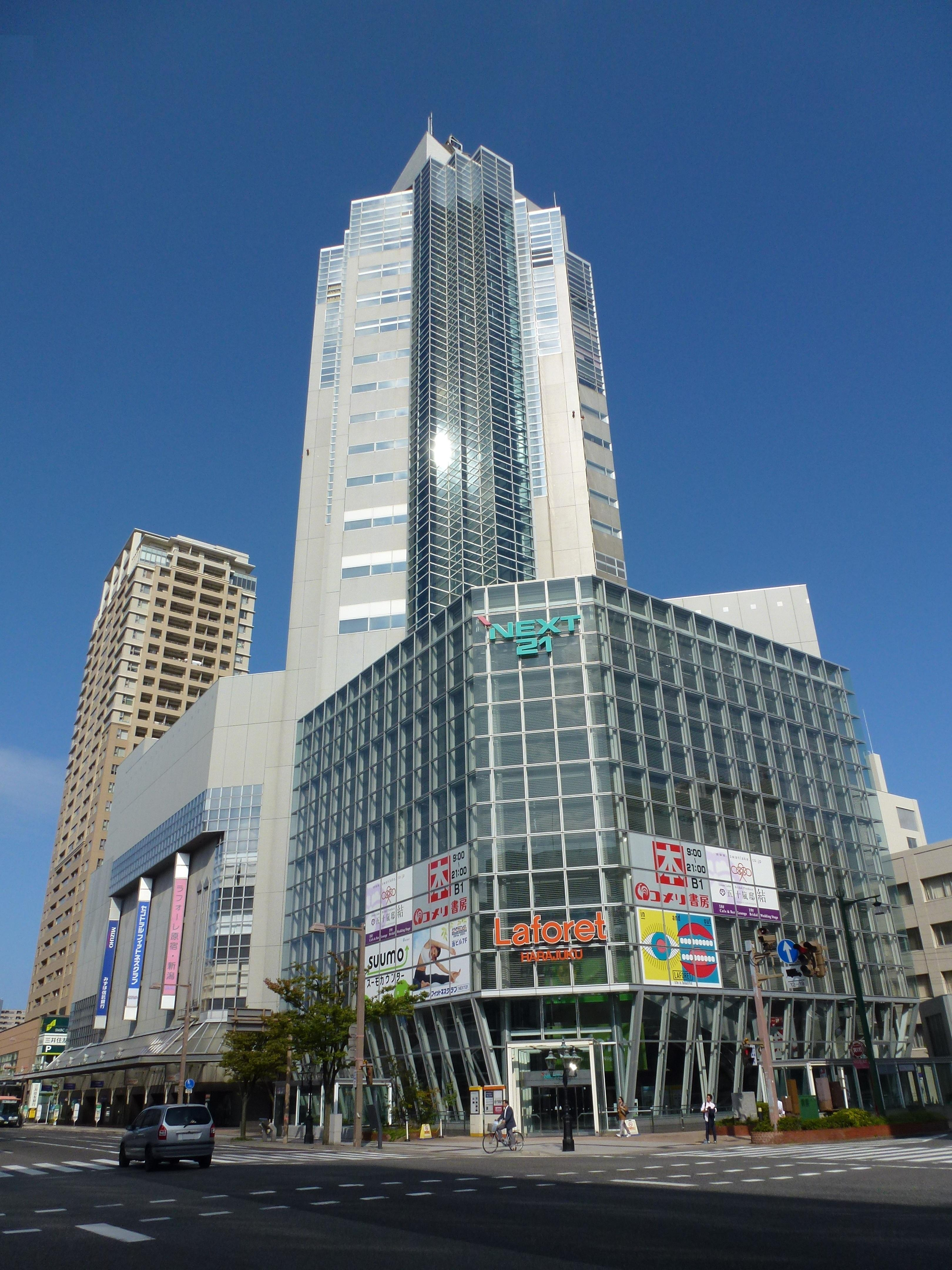
NEXT21

古町通5番町から6番町までを主な会場として開催される。2013年には新潟プラザビルで新潟コミティアが開催され、7番町も会場として使用された。
- 新潟プラザビル - 2013年から2016年にかけて新潟コミティアが開催された。
- 新潟市マンガの家
- NEXT21
- 新潟三越（2020年3月閉店）

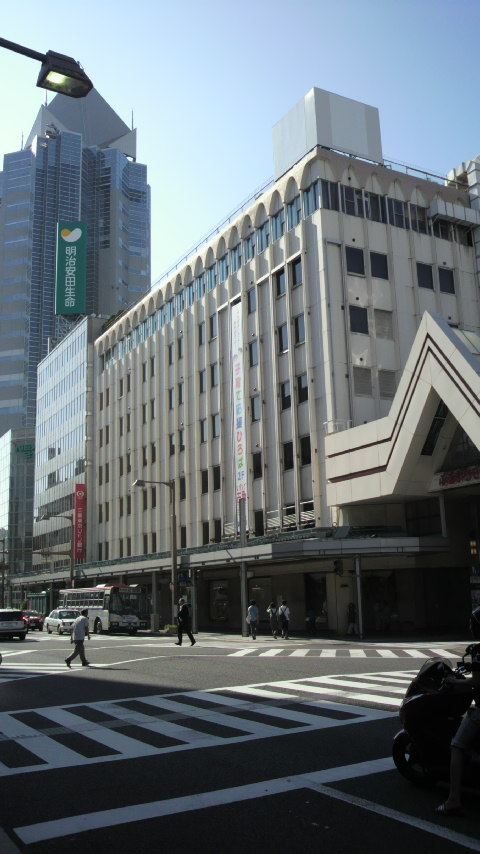
新潟プラザビル
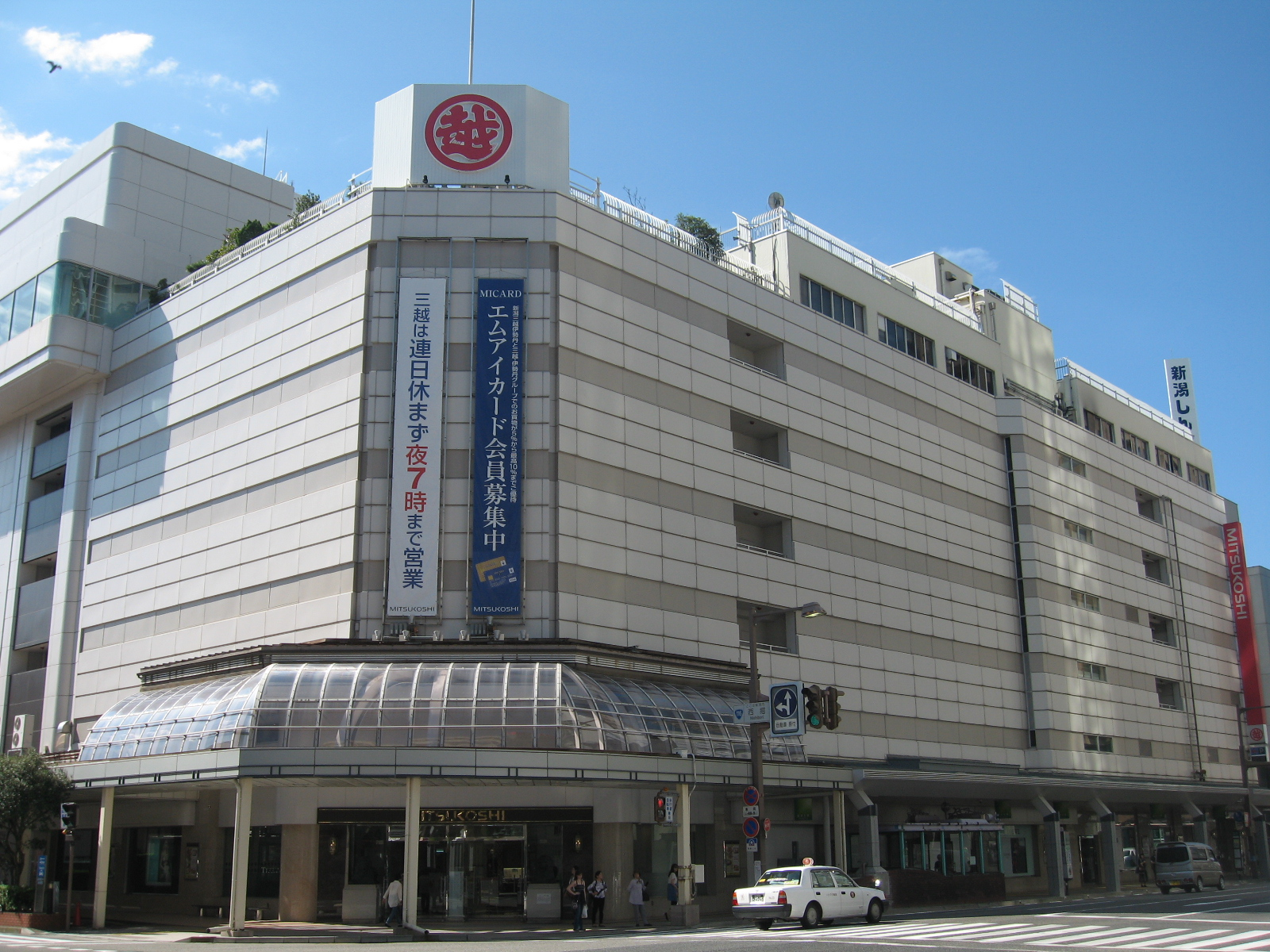
新潟三越 （2020年3月閉店）
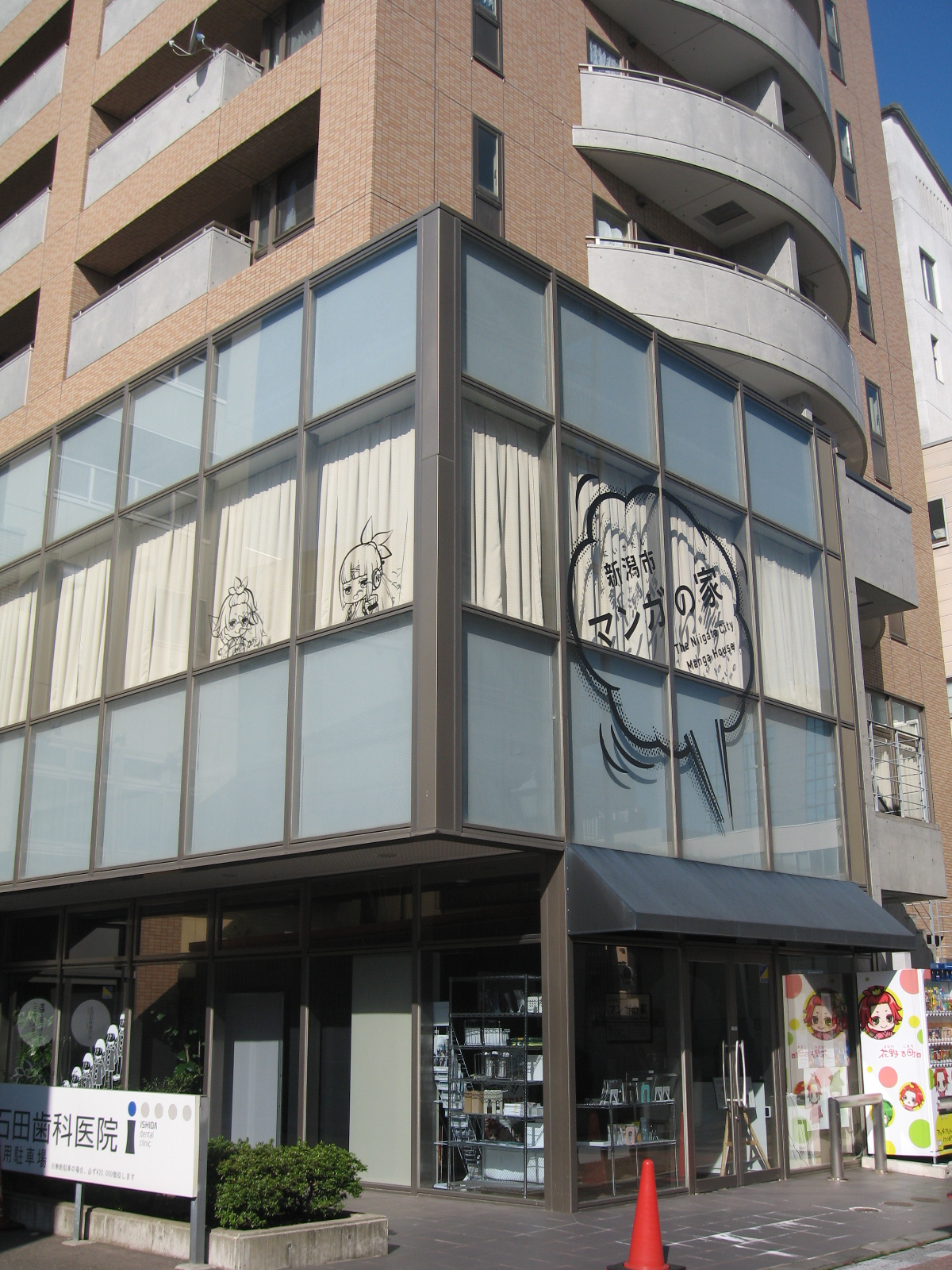
新潟市マンガの家

### 白山エリア
白山公園内にある施設を会場に開催される。
- 新潟県政記念館 - コスプレイベントなど。
- 新潟市民芸術文化会館 - 関連する展示会など。

### 万代エリア

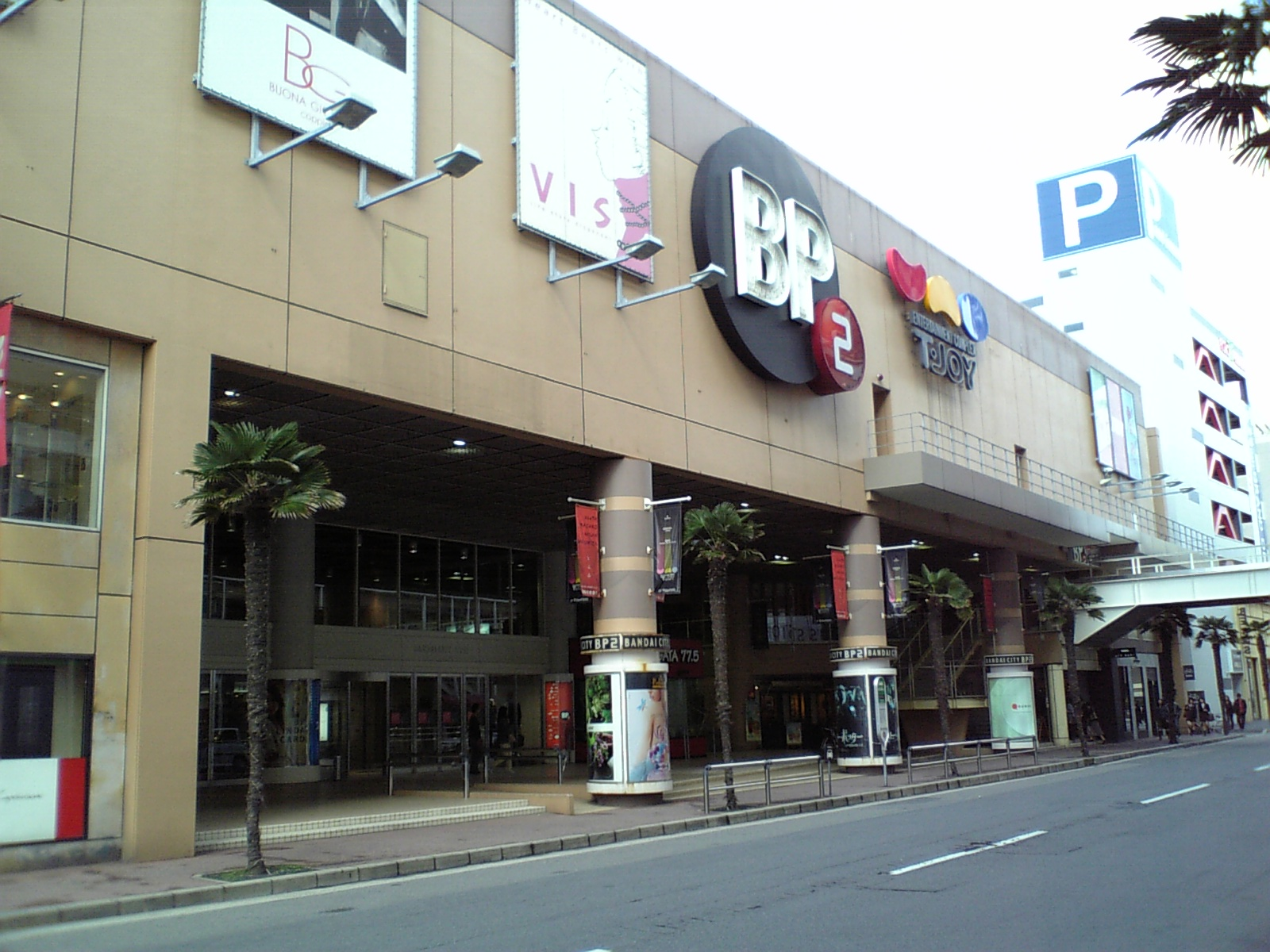
ビルボードプレイス2

万代シテイビルボードプレイス2内にある施設を会場に開催される。
- 新潟市マンガ・アニメ情報館 - 原画展など。
- ガタケットコスプレパーク - コスプレ体験イベントなど。
- 万代シテイバスセンター - 2階野外ステージで、ライブイベントなど。
- NST新潟総合テレビ

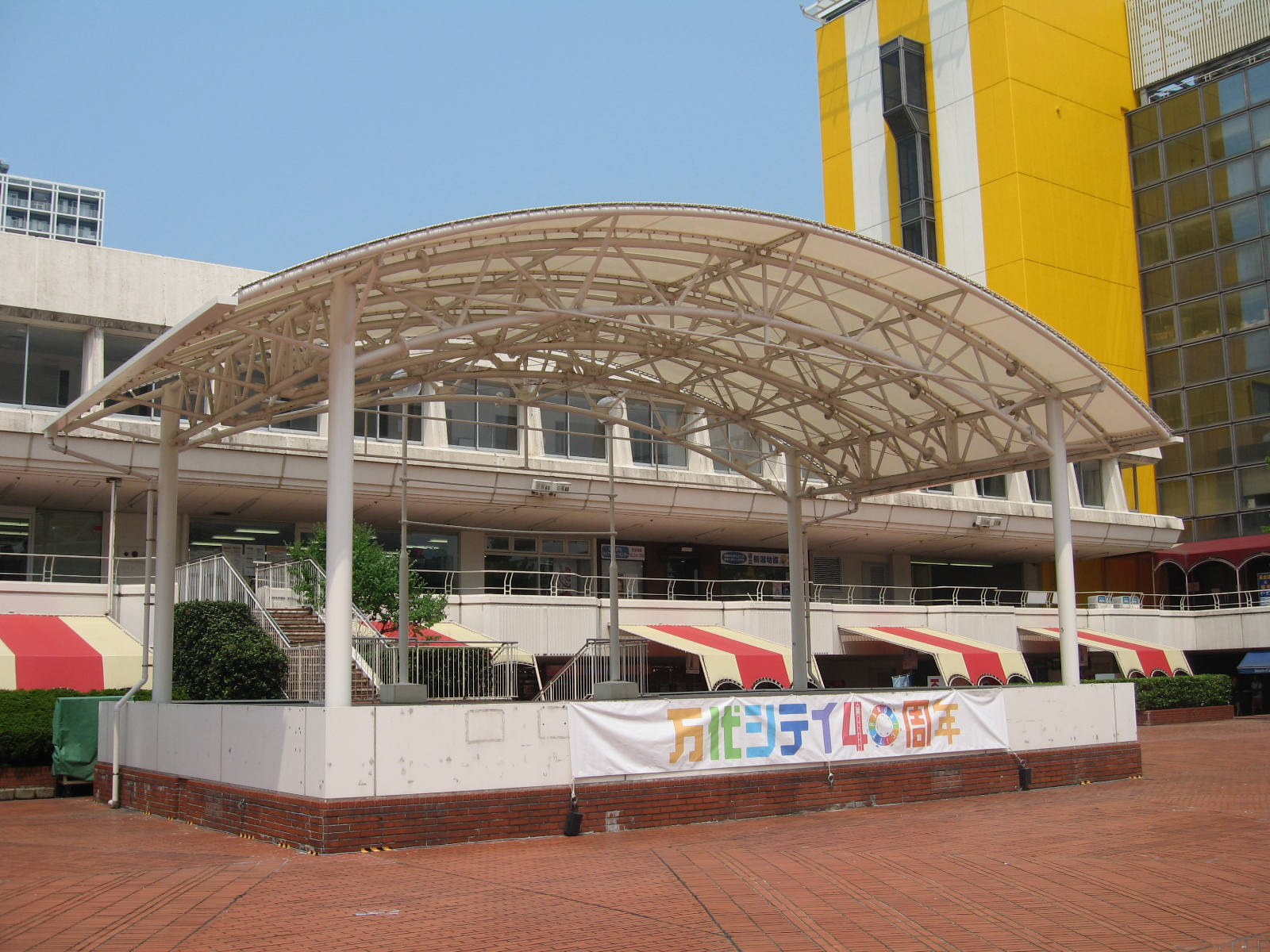
万代シテイバスセンター 野外ステージ
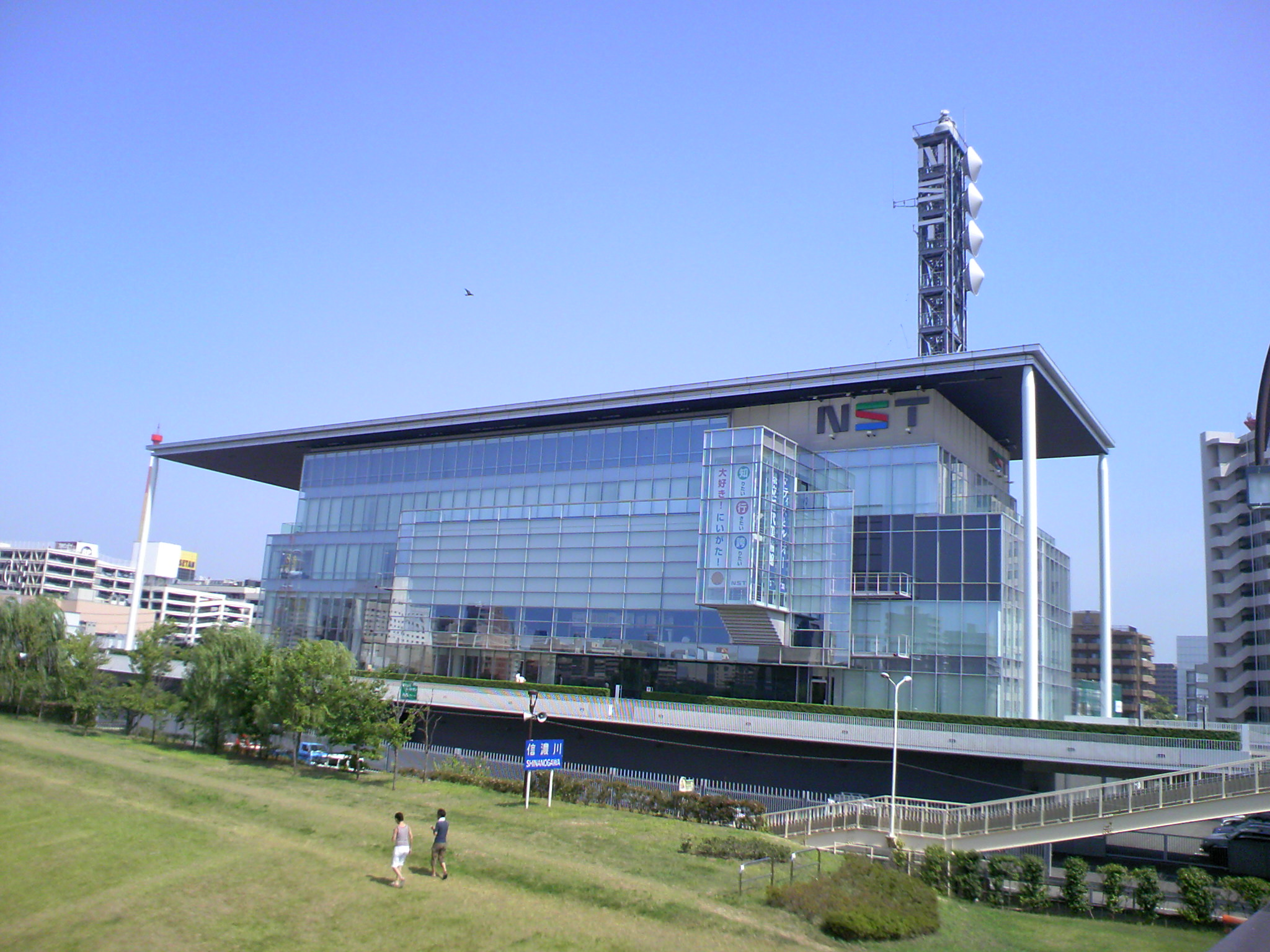
新潟総合テレビ社屋

## 後援・協賛
助成
文化庁 「地域発・文化芸術創造発信イニシアチブ」事業
| 協賛             | 協賛                                 | 協賛   | 協賛 |
| 業種             | 企業名                               | 協賛回 | 備考 |
| ---------------- | ------------------------------------ | ------ | ---- |
| 商業施設         | ビルボードプレイス                   |        |      |
| 金融機関         | 第四銀行                             |        |      |
| 金融機関         | 新潟信用金庫                         |        |      |
| 金融機関         | 新潟縣信用組合                       |        |      |
| 金融機関         | 新潟県労働金庫                       |        |      |
| 内装・展示物製作 | 丹青社                               |        |      |
| 警備             | セコム上信越                         |        |      |
| 警備             | ALSOK新潟綜合警備保障                |        |      |
| 宿泊             | ターミナルホテルチェーン             |        |      |
| ラジオ局         | けんと放送                           |        |      |
| 製造業           | マルダイ                             |        |      |
| 製造業           | K-Winds 有限会社オフィスＫ           |        |      |
| 映画館           | ユナイテッド・シネマ新潟             |        |      |
| 他               | ナミックス                           |        |      |
| 他               | グリーンリボンキャンペーン実行委員会 |        |      |

| 協力                 | 協力                             | 協力   | 協力 |
| 業種                 | 企業名                           | 協力回 | 備考 |
| -------------------- | -------------------------------- | ------ | ---- |
| 出版社               | 少年画報社                       |        |      |
| 出版社               | 講談社                           |        |      |
| 出版社               | 小学館                           |        |      |
| 出版社               | 集英社                           |        |      |
| 出版社               | KADOKAWA                         |        |      |
| 出版社               | ホビージャパン                   |        |      |
| アニメ制作会社       | プロダクション・アイジー         |        |      |
| アニメ制作会社       | ガイナックス                     |        |      |
| アニメ制作会社       | MAPPA                            |        |      |
| アミューズメント事業 | ナムコ                           |        |      |
| 模型                 | ウェーブ                         |        |      |
| 製造業               | GSIクレオス                      |        |      |
| 製造業               | ミネシマ                         |        |      |
| 小売店               | ホビーロード                     |        |      |
| 小売店               | アニメイト新潟                   |        |      |
| 映画館               | T・ジョイ新潟万代                |        |      |
| 専門学校             | i-MEDIA 国際映像メディア専門学校 |        |      |
| 商店会               | 上古町商店街振興組合             |        |      |
| 商店会               | 古町5番町商店街振興組合          |        |      |
| 商店会               | 古町6番町商店街振興組合          |        |      |
| 商店会               | 古町7番町商店街振興組合          |        |      |
| 商店会               | 新古町商店会                     |        |      |
| 行政                 | 文化庁メディア芸術祭国内巡回事業 |        |      |
| 博物館運営           | 新潟県政記念館運営グループ       |        |      |
| 博物館運営           | 新潟市旧齋藤家別邸               |        |      |
| 博物館運営           | 北方文化博物館                   |        |      |
| 食品製造             | 新潟県酒類販売                   |        |      |
| 食品製造             | 日清食品                         |        |      |
| 食品製造             | 山ノ下納豆製作所                 |        |      |
| 他                   | 新潟第一興商                     |        |      |
| 他                   | アルモ新潟駐車場                 |        |      |

| 後援         | 後援                 | 後援       | 後援                          |
| 業種         | 企業名               | 後援回     | 備考                          |
| ------------ | -------------------- | ---------- | ----------------------------- |
| 行政機関     | 新潟市教育委員会     |            |                               |
| 新聞社       | 新潟日報社           |            |                               |
| 新聞社       | 朝日新聞新潟総局     |            |                               |
| 新聞社       | 読売新聞新潟支局     |            |                               |
| 新聞社       | 毎日新聞新潟支局     |            |                               |
| 新聞社       | 産経新聞新潟支局     |            |                               |
| 新聞社       | 日本経済新聞新潟支局 |            |                               |
| テレビ局     | NHK新潟放送局        |            |                               |
| テレビ局     | BSN新潟放送          |            |                               |
| テレビ局     | NST新潟総合テレビ    |            |                               |
| テレビ局     | TeNYテレビ新潟       |            |                               |
| テレビ局     | UX新潟テレビ21       |            |                               |
| ラジオ局     | エフエムラジオ新潟   |            |                               |
| ラジオ局     | FM PORT 79.0         | Vol.3 - 10 | 2020年6月30日の閉局を以て撤退 |
| ラジオ局     | FM KENTO             |            |                               |
| タウン情報誌 | 月刊にいがた         |            |                               |
| タウン情報誌 | Pas magazine         |            |                               |
| タウン情報誌 | 月刊新潟Komachi      |            |                               |
| タウン情報誌 | 新潟WEEK!            |            |                               |
| タウン情報誌 | 月刊くるまる         |            |                               |

## エピソード
Vol.4開催期間中の11月2日に、『TIGER & BUNNY』の登場人物であるワイルドタイガーが新潟市マンガ・アニメ情報館前に登場した。これはBP2の2階にあるT・ジョイ新潟万代が、「劇場版 TIGER & BUNNY -The Rising-」のPRのための握手会を行ったことによるものである。このイベントはT・ジョイ新潟万代が単独で行ったものであり、がたふぇすのイベントとの関連はない。